# Валентност (лингвистика)
Вижте пояснителната страница за други значения на Валентност.
Валентност е свойството на глаголите да взимат определен брой и вид аргументи. Според валентността си глаголите биват:
1. безлични (без аргументи), напр. Вали.
2. непреходни (с един аргумент), напр. Котката1 спи.
3. преходни (с два аргумента) напр. Котката1 събори вазата.2
4. двупреходни (или дитранзитивни) (с три аргумента), напр. Котката1 открадна кокала2 от кучето.3
5. трипреходни (с четири аргумента), срещат се в езиците с каузативни глаголни форми.

Един глагол може да има различна валентност в различните си значения. Валентността може да се променя чрез определени процеси. Например при пасивизиране, глаголът минава в страдателен залог и броят аргументи се намалява с един.